# Дьобинське сільське поселення
Дьо́бинське сільське поселення — муніципальне утворення в складі Красногорського району Удмуртії, Росія. Адміністративний центр — село Дьоби.
Населення — 579 осіб (2015; 610 в 2012, 635 в 2010).
До складу поселення входять такі населені пункти:
| Населений пункт              | Населення, осіб (2010) | Населення, осіб (2012) |
| ---------------------------- | ---------------------- | ---------------------- |
| Дьоби, село                  | 358                    | 346                    |
| Зотово, присілок             | 48                     | 47                     |
| Івановці, присілок           | 0                      | 0                      |
| Нохріно, присілок            | 0                      | 0                      |
| Руський Караул, присілок     | 4                      | 3                      |
| Старий Качкашур, присілок    | 64                     | 60                     |
| Тукташ, присілок             | 74                     | 76                     |
| Удмуртський Караул, присілок | 87                     | 78                     |